# Manfred Dietrich (Regisseur)
Manfred Dietrich (* 12. September 1943 in Leipzig) ist ein deutscher Theaterregisseur.

## Leben
Dietrich besuchte die Staatliche Schauspielschule Berlin (heute Hochschule für Schauspielkunst Ernst Busch) und schloss 1968 das Studium als Schauspieler ab. Von 1976 bis 1980 setzte er ein ext. Studium der Theaterwissenschaft an der Theaterhochschule „Hans Otto“ Leipzig fort. Danach war er Regieassistent am Hans Otto Theater in Potsdam und am Berliner Ensemble. Seit 1972 ist er als Regisseur tätig. Seit 1995 Videoproduktionen (Installation, Präsentationsvideos, Videodesign).

## Inszenierungen
Von den vom Dramatiker Peter Hacks verfassten Stücken inszenierte er am Theater Greifswald
- „Polly oder die Bataille im Bluewater Creek“, 1980 mit Musik von Andre Asriel,
- „Ein Gespräch im Hause Stein über den abwesenden Herrn Goethe“, 1981,
- „Die Kinder“, Uraufführung 1983
- und „Der Geldgott“, Uraufführung 1993,

und am Brandenburger Theater
- „Polly“, 1986 und
- „Barby“ 1988.

Von der Dramatikerin Anna Elisabeth Wiede inszenierte Dietrich am Theater Greifswald
- „Die Ratten von Hameln“, 1959 geschrieben, Uraufführung 1979 in Greifswald und
- „Ein Freund der Wahrheit“, verfasst nach William Wycherley, DDR-Erstaufführung 1986.

In den Jahren 2000 bis 2002 führte Dietrich Regie bei einem Zyklus aus drei eintägigen Veranstaltungen mit Jürgen Holtz und Gästen im Schloss Griebenow zur Roman-„Trilogie des Scheiterns“ von Wolfgang Koeppen. Eine Sonderführung im ehemaligen Sommerhaus des Dichters und Dramatikers Bertolt Brecht und seiner Frau in Buckow wird von Manfred Dietrich und der Künstlerin Sabine Frost angeboten.

## Filmografie
- 1971: Optimistische Tragödie (TV)
- 1968: Verhör im Gymnasium (TV)
- 1989: Rita von Falkenhain (TV-Serie)

## Auszeichnungen
- 2012: Ehrennadel „silberner Greif“ der Universitäts- und Hansestadt Greifswald